# بی‌ان‌اس توراگ
بی‌ان‌اس توراگ (به انگلیسی: BNS Turag) یک کشتی است که طول آن 59.5 meter می‌باشد. این کشتی در سال ۱۹۷۸ ساخته شد.